# Nathalie Roret
Nathalie Roret, née le 9 octobre 1963 à La Châtre (Indre), est une avocate française. 
Vice-bâtonnière de l’ordre des avocats de Paris aux côtés du bâtonnier Olivier Cousi pour la période 2020-2021, elle dirige l’École nationale de la magistrature depuis octobre 2020.

## Biographie

### Formation
Titulaire d’une maîtrise de droit privé à l'université de Paris II – Panthéon Assas, elle intègre l'École de formation du barreau de Paris.[réf. nécessaire]
Elle prête serment le 20 décembre 1989, et devient ainsi avocate au barreau de Paris.[réf. nécessaire]
Nathalie Roret est formée aux modes alternatifs de règlement des différends et titulaire de la qualification de l’École Internationale des Modes Alternatifs de Règlement des Litiges (EIMA) du Barreau de Paris.[réf. nécessaire]

### Avocate
D’abord collaboratrice au sein du cabinet Baudelot (1989 - 1992), puis au sein du cabinet Farthouat Avocats (1992 - 1997), elle en devient associée en 1997[réf. nécessaire]. Elle crée sa propre structure en 2020.
Nathalie Roret est notamment intervenue au sein de dossiers consacrés aux catastrophes liées à l’environnement et à l’alimentation (vache folle et Buffalo Grill,; affaire NOROXO Légionellose), aux risques médicaux et pharmaceutiques (affaire du sang contaminé ; affaire hormone de croissance Institut Pasteur)[réf. nécessaire].

### Engagements
Courant 2010, Nathalie Roret s’engage auprès des organisations professionnelles du barreau et est élue membre du Conseil de l’Ordre, organe au sein duquel elle siégera trois ans. Elle sera chargée de la « Commission Ordinale RSE ». 
Elle est, en outre, membre du comité d’éthique du barreau de Paris depuis 2014 .  
En 2015, Nathalie Roret est élue au Conseil National des barreaux et sera membre du bureau. 
Après une première campagne à l’élection au bâtonnat et vice-bâtonnat (2016). Elle se présente à nouveau avec Olivier Cousi en 2018 pour le mandat 2020 – 2021. Scrutin remporté au second tour après avoir failli atteindre la majorité absolue au premier tour.  

### Vice-bâtonnière de l’ordre de avocats de Paris
Le 1er Janvier 2020, Nathalie Roret devient officiellement la deuxième femme vice-bâtonnière de l’Ordre des avocats de Paris,. Elle représente le Barreau de Paris au Conseil National des Barreaux (CNB).
Avec Olivier Cousi, bâtonnier de l’Ordre, elle mène la fronde des avocats parisiens contre la réforme des retraites. La crise sanitaire interrompra une grève qui aura duré près de neuf semaines . Elle soutient en outre les opérations de défense massive menées par les avocats, notamment au tribunal judiciaire de Paris.
Elle s’engage dans la progression du droit des femmes et met en place l'Observatoire de l’égalité et de la lutte contre les discriminations, qui aura pour principale mission de nourrir une réflexion transverse internationale et interprofessionnelle sur le sujet, à l’aide d’études statistiques comparatives.

### Directrice de l'École nationale de la magistrature
Le 21 septembre 2020, le garde des Sceaux Éric Dupond-Moretti annonce qu'il a décidé de proposer à la signature du président de la République la nomination de Nathalie Roret au poste de directrice de l'École nationale de la magistrature. Elle serait alors la première femme et la première personnalité non-issue de la magistrature nommée à ce poste. Sa nomination est confirmée en conseil des ministres le 7 octobre 2020,.

## Autres fonctions
- Membre suppléante du conseil d’administration du Fonds de garantie des victimes des actes de terrorisme et autres infractions (FGTI) (depuis 2015)[15],
- Membre du conseil d'orientation de l'Observatoire national de la délinquance et des réponses pénales (ONDRP) (depuis 2016),
- Médiateur (depuis 2013).

## Décorations
- Chevalière de la Légion d'honneur (2012)[16].
- Chevalier de l'ordre national du Mérite (2021) [17]